# 马来西亚记录大会
马来西亚记录大全 （英語：Malaysian Book of Records，简称MBR）是一本专门记录马来西亚人所创下不可思议事物。该项目补充了前马来西亚首相马哈迪·莫哈末的“馬來語：（马来西亚能！）”运动。，它每年出版记录新事册，類似吉尼斯世界纪录大全的出版形式。